# Paul Mantz

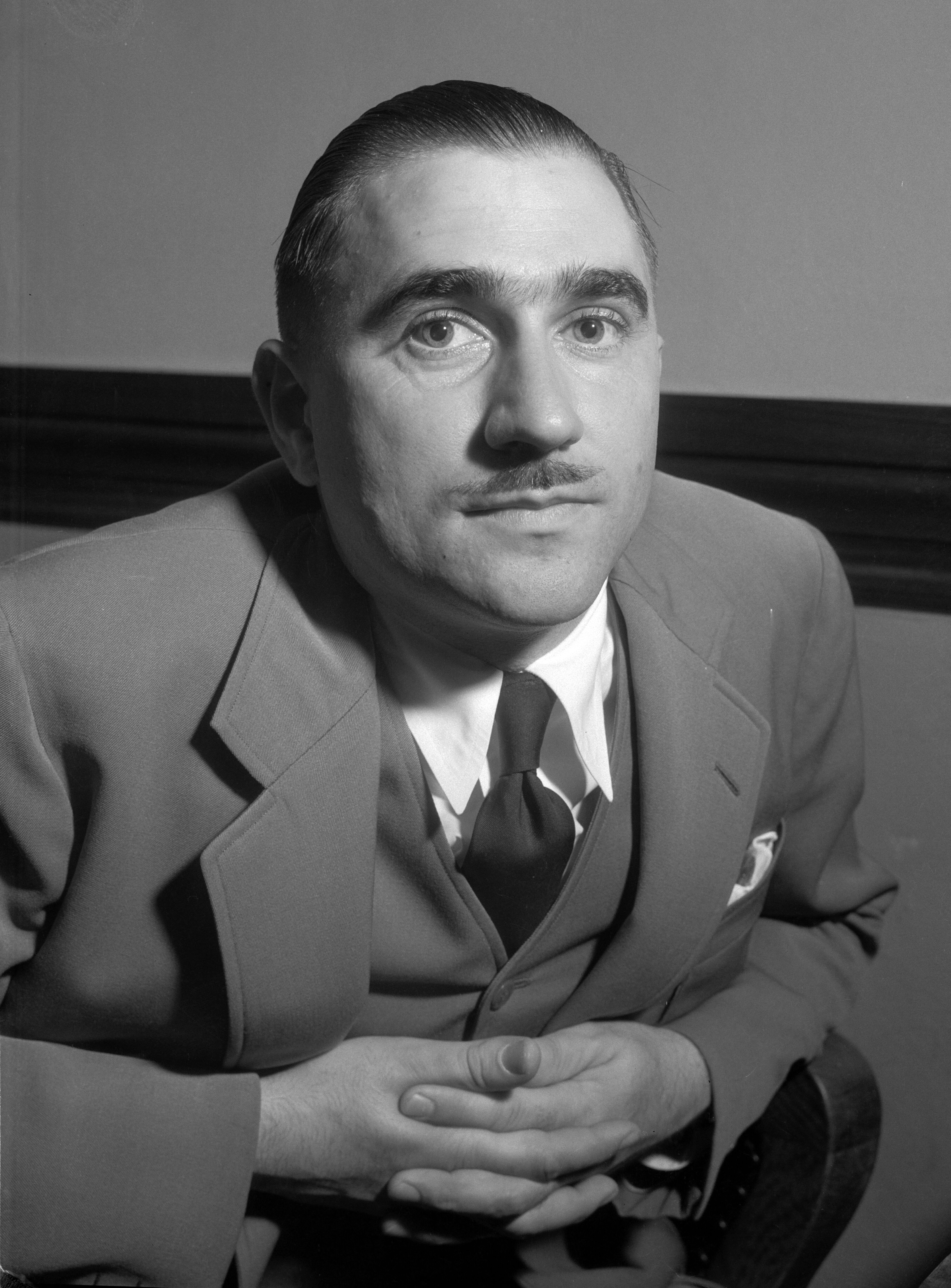
Paul Mantz (um 1936)

Albert Paul Mantz (* 2. August 1903, Alameda, Kalifornien; † 8. Juli 1965, Yuma, Arizona) war ein US-amerikanischer Pilot und Flugzeughersteller.

## Leben
Mantz wurde 1903 in Alameda geboren und begann durch den Besuch von Ausstellungen, sich für Flugzeuge zu interessieren. 1924 begann er mit einer Pilotenausbildung beim United States Army Air Service. Weil er die hierfür erforderliche College-Ausbildung nicht absolviert hatte, fälschte er Dokumente über eine zweijährige Studienzeit an der Stanford University. 1927 absolvierte er einen spontanen Stunt über einem Zug, in dem einige hohe Offiziere saßen, daraufhin wurde er aus der Armee entlassen. Weil er weiterhin beruflich fliegen wollte, gründete er ein eigenes Flugzeugunternehmen, United Air Services in Burbank im Los Angeles County. 1930 stellte er mit 46 aufeinanderfolgenden Loopings mit einem Doppeldecker einen Weltrekord auf. 1932 heiratete er seine Flugschülerin Myrtle Harvey.

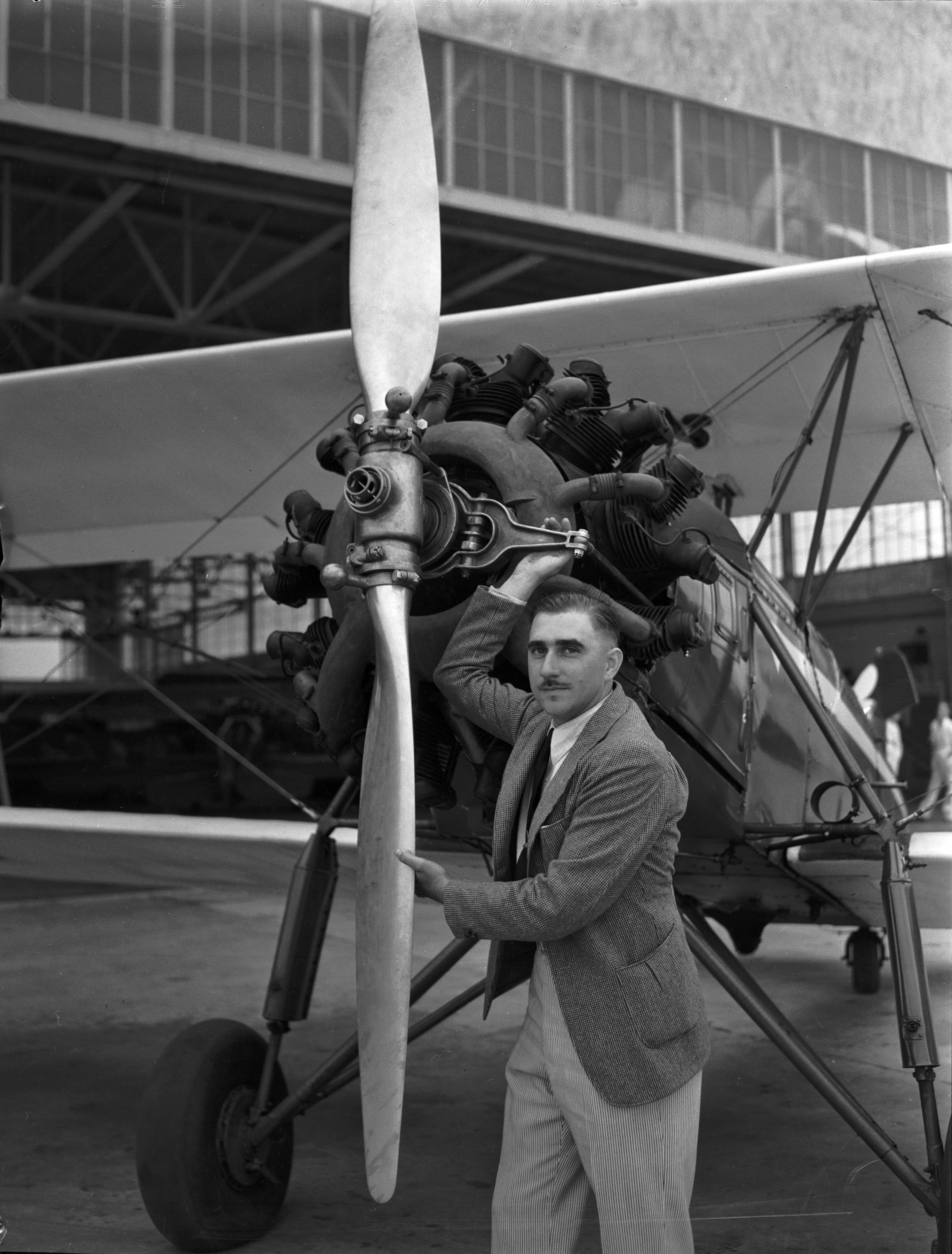
Paul Mantz (1935)

Gleichzeitig begann seine Arbeit für die Filmstudios in Hollywood. Neben Stuntflügen entwickelte er dort auch Kameraaufbauten für Flugzeuge. Nachdem er ein Zertifikat für Luftaufnahmen erhalten hatte, spezialisierte er sich auf Kameraflüge für Filmaufnahmen. 1934 wurde er Flugtrainer und technischer Berater Amelia Earharts. Seine erste Frau erhob während der 1935 erfolgten Scheidung Vorwürfe, er sei ein Verhältnis mit Earhart eingegangen, er wies dies jedoch zurück. Vor dem Start zu ihrem letzten Flug 1937 testeten Mantz und Earhart das Flugzeug, eine bei seinem Unternehmen in Burbank stationierte Lockheed 10 Electra; von ihrem Abflug mit dem Kopiloten Fred Noonan verständigte sie Mantz aber wahrscheinlich nicht.
Nach Beginn des Zweiten Weltkriegs arbeitete Mantz zunehmend für Filme mit militärischer Thematik. 1943 wurde er zum Major der Army Air Forces ernannt und deren in Culver City im Los Angeles County stationierter Filmabteilung, der First Motion Picture Unit, zugeteilt. Er drehte dort u. a. mit Ronald Reagan, Clark Gable und William Wyler und wurde Kommandant der Abteilung für Luftaufnahmen, die er 1945 im Rang eines Lieutenant Colonel verließ. Noch vor dem Krieg heiratete er seine zweite Frau Terry Minor, adoptierte deren zwei Kinder aus ihrer vorigen Ehe und wurde 1938 Vater eines Sohnes.

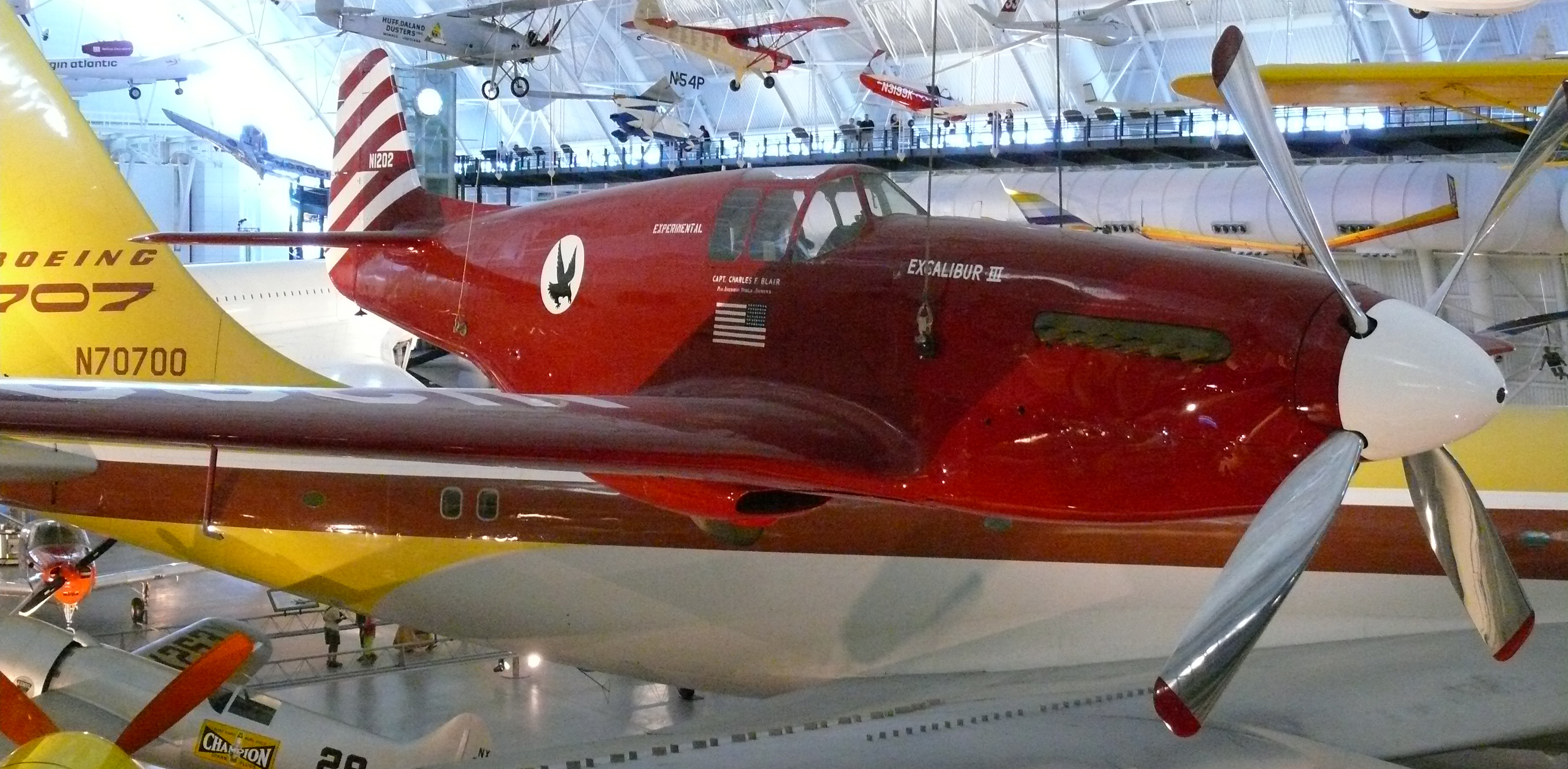
Die North American P-51, mit der Mantz 1946 und 1947 die Bendix Trophy gewann, im Smithsonian National Air and Space Museum

Nach dem Krieg kaufte er von der US-Regierung 475 Flugzeuge, die zur Verschrottung auf einem Flugfeld in Stillwater, Oklahoma, abgestellt waren. Er ließ die meisten ausschlachten oder einschmelzen, nahm aber mit zwei North American P-51 an den Bendix Trophies für Propellerflugzeuge teil, die er von 1946 bis 1948 dreimal nacheinander gewann. Bereits 1935 hatte er zusammen mit Amelia Earhart am interkontinentalen Bendix-Wettbewerb teilgenommen. Ein weiteres in Stillwater abgestelltes Flugzeug, eine North American B-25, diente ihm als bevorzugtes Flugzeug für Cinerama-f-Aufnahmen. 1961 gründete er mit einem anderen Film-Stuntpiloten, Frank Tallman, die Firma Tallmantz Aviation.

## Unfalltod
1965 stellte Tallmantz Aviation für den Regisseur Robert Aldrich den behelfsmäßigen Flugapparat Tallmantz Phoenix P-1 her, der in dessen Film Der Flug des Phoenix zum Einsatz kam. Vor den Aufnahmen machte Mantz mit dem Apparat mehrere Probeflüge, bei denen er auf einer Asphaltbahn landete. Bei den Dreharbeiten im Buttercup Valley doubelte Mantz James Stewart, der im Film einen Piloten spielt.
Weil ein regulärer Start auf dem dortigen Sandboden nicht möglich war, sollte der Flugapparat dort eine Touch-and-Go-Landung machen, um den Start darzustellen. Beim ersten Versuch setzte der Apparat auf, beim zweiten Versuch hob er ab, stieß dann aber gegen ein Hindernis – vielleicht einen Bau eines Kojoten – und zerschellte in der Luft, wobei Mantz ums Leben kam.

## Ehrungen
- 1946, 1947, 1948: Gewinner der Bendix Trophy für Propellerflugzeuge
- Widmung im Film Der Flug des Phönix von Robert Aldrich
- Eintrag in der Motorsports Hall of Fame of America[3]
- Eintrag in der Air Show Hall of Fame der International Council of Air Shows Foundation[2]